# The Assorted Horizons
『The Assorted Horizons』（ジ・アソーテッド・ホライズンズ）は、Sound HorizonのBlu-ray及びDVD作品。Blu-rayとしては4作目、DVDとしては7作目となる。2014年6月18日にポニーキャニオンから発売された。

## 概要
「Sound Horizon 10th Anniversary Blu-ray & DVD」と銘打たれた本作は、2013年10月26日に開催された「Revo's Halloween party」や過去のライブ未公開映像を収録し、Sound Horizonメジャーデビュー10周年記念作品第1弾として発売された。
通常盤のBlu-rayとDVDのほか、Blu-rayにのみ特典ディスクを封入した重箱仕様の“初回限定デラックス盤”が発売された。
初回限定デラックス盤に収録された特典ディスクには、Sound Horizon名義のほかLinked Horizon名義の楽曲やRevo個人名義の楽曲も収録されている。
字幕機能に対応しており、一部の箇所でコメントが表示される。アングル切り替え機能にも対応。

## 収録曲

### 本編ディスク
通常盤DVDは1 - 10がDisc1、11 - 21がDisc2に収録されている。
1. 星の綺麗な夜
『ハロウィンと夜の物語』の楽曲
ハロウィンライブ「Revo's Halloween Party」より収録
2. 朝までハロウィン
『ハロウィンと夜の物語』の楽曲
ハロウィンライブ「Revo's Halloween Party」より
3. おやすみレニー
『ハロウィンと夜の物語』の楽曲
ハロウィンライブ「Revo's Halloween Party」より収録
4. 争いの系譜
『聖戦のイベリア』の楽曲
ライブツアー「第二次領土拡大遠征凱旋」より収録
5. 石畳の緋き悪魔
『聖戦のイベリア』の楽曲
ライブツアー「第二次領土拡大遠征凱旋」より収録
6. 侵略する者される者
『聖戦のイベリア』の楽曲
ライブツアー「第二次領土拡大遠征凱旋」より収録
7. キミが生まれてくる世界
『Chronicle 2nd』の楽曲
生誕祭ライブ「国王生誕祭休日スペシャル2010 後夜祭」より収録
8. 魔法使いサラバント
『Elysion -楽園への前奏曲-』の楽曲
生誕祭ライブ「国王生誕祭休日スペシャル2010 本夜祭」より収録
9. エルの天秤
『Elysion 〜楽園幻想物語組曲〜』の楽曲
生誕祭ライブ「国王生誕祭休日スペシャル2010 後夜祭」より収録
10. StarDust
『Elysion 〜楽園幻想物語組曲〜』の楽曲
ハロウィンライブ「Revo's Halloween Party」より収録
11. 光と闇の童話
『イドへ至る森へ至るイド』の楽曲
生誕祭ライブ「国王生誕祭休日スペシャル2010 本夜祭」より収録
12. この狭い鳥籠の中で
『イドへ至る森へ至るイド』の楽曲
生誕祭ライブ「国王生誕祭休日スペシャル2010 本夜祭」より収録
13. 彼女が魔女になった理由
『イドへ至る森へ至るイド』の楽曲
生誕祭ライブ「国王生誕祭休日スペシャル2010 本夜祭」より収録
14. 死せる乙女その手には水月 -Παρθενος-
『Moira』の楽曲
生誕祭ライブ「国王生誕祭休日スペシャル2010 本夜祭」より収録
15. 奴隷達の英雄 -Ελευσευς-
『Moira』の楽曲
生誕祭ライブ「国王生誕祭休日スペシャル2010 本夜祭」より収録
16. 死せる英雄達の戦い -Ηρωμαχια-
『Moira』の楽曲
生誕祭ライブ国王生誕祭休日スペシャル2010 本夜祭」より収録
17. 終端の王と異世界の騎士 〜The Endia & The Knights〜
『少年は剣を…』の楽曲
生誕祭ライブ「国王生誕祭休日スペシャル2010 後夜祭」より収録
18. 神々の愛した楽園 〜Belle Isle〜
『少年は剣を…』の楽曲
生誕祭ライブ「国王生誕祭休日スペシャル2010 後夜祭」より収録
19. 呪われし宝石
『Roman』の楽曲
生誕祭ライブ「国王生誕祭休日スペシャル2010 後夜祭」より収録
20. 焔
『Roman』の楽曲
生誕祭ライブ「国王生誕祭休日スペシャル2010 後夜祭」より収録
21. 朝と夜の物語
『Roman』の楽曲
生誕祭ライブ「国王生誕祭休日スペシャル2010 後夜祭」より収録

### 特典ディスク
※特典ディスクは初回限定デラックス盤（Blu-ray）にのみ収録。
1. 即ち…星間超トンネル
未リリース楽曲
生誕祭ライブ「国王生誕祭休日スペシャル2010 本夜祭」より収録
2. schwarzweiß 〜霧の向こうに繋がる世界〜
霜月はるか†Revo『霧の向こうに繋がる世界』の楽曲
生誕祭ライブ「国王生誕祭休日スペシャル2010 後夜祭」より収録
3. 紅蓮の弓矢
Linked Horizon『自由への進撃』の楽曲
トーク＆ライブイベント「自由への進撃」より収録
4. 自由の翼
Linked Horizon『自由への進撃』の楽曲
トーク＆ライブイベント「自由への進撃」より収録
5. もしこの壁の中が一軒の家だとしたら
Linked Horizon『自由への進撃』の楽曲
トーク＆ライブイベント「自由への進撃」より収録
6. 召喚という儀式
Revo『リヴァイアサン 終末を告げし獣』の楽曲
ハロウィンライブ「Revo's Halloween Party」より収録
7. 死刑執行
Revo『リヴァイアサン 終末を告げし獣』の楽曲
ハロウィンライブ「Revo's Halloween Party」より収録
8. The Beast of the Endness
Revo『リヴァイアサン 終末を告げし獣』の楽曲
ハロウィンライブ「Revo's Halloween Party」より収録
9. La ragazza col fucile
Revo『poca felicità 〜少女たちの小さな幸せ〜』の楽曲
ハロウィンライブ「Revo's Halloween Party」より収録
10. 歪なる思念 其の名は魔王
『BRAVELY DEFAULT ドラマCD 〜リユニオンの祝祭〜』収録の楽曲（Revo名義）
ハロウィンライブ「Revo's Halloween Party」より収録